# Jale (Musik)

Jale-Tonsilben und Handzeichen nach 1960

Jale ist eine Unterrichtskonzeption, die der Musikpädagoge Richard Münnich 1930 vorlegte. Diese Unterrichtskonzeption sollte die Vorteile der Tonika-Do-Lehre und des eitzschen Tonworts zusammenfassen. Münnich setzte auf die Verwendung von Tonsilben ähnlich der relativen Solmisation, die Verwendung von Handzeichen in der Tradition des Tonic-sol-fa-Systems und die Verwendung von Rhythmussilben in der Tradition der Galin-Paris-Chevé-Methode; in allen drei Bereichen versuchte er, die Vorgänger zu übertreffen. Im Musikunterricht der DDR spielten Münnichs Tonsilben eine wichtige Rolle.

## Die Tonsilben
Richard Münnichs Tonsilbensystem basiert auf der diatonischen Leiter und ist zugleich vollständig chromatisiert. Die Silben der Durtonleiter bestehen aus den sieben klingenden Konsonanten und den fünf Vokalen des Alphabets. Die Reihenfolge der Konsonanten j, l, m, n, r, s und w sowie der Vokale a, e, i, o und u folgt dem Alphabet; an den Stellen mi-ni und wa-ja werden die Vokale zweifach verwendet, um die Halbtonschritte der diatonischen Leiter abzubilden und somit musiktheoretische Sachverhalte bereits im Silbenklang darzustellen. Die resultierende Tonsilbenreihe für die aufsteigende Durtonleiter heißt:
```
ja, le, mi, ni, ro, su, wa, ja
```

Die Tongeschlechter sind als Paralleltonarten gedacht; die reine Molltonleiter beginnt folglich eine kleine Terz tiefer als die Durtonleiter:
```
su, wa, ja, le, mi, ni, ro, su
```

Wie in der relativen Solmisation bezeichnen auch in Jale die Tonsilben keine festen Tonhöhen, sondern Orte im Tonsystem: Nicht nur die C-Dur-Leiter, sondern auch A-Dur oder Es-Dur heißen ja, le, mi, ni, ro, su, wa, ja; nicht nur die a-Moll-Leiter, sondern auch fis-Moll oder c-Moll heißen su, wa, ja, le, mi, ni, ro, su.
Diatonische Halbtonschritte werden durch Konsonantenwechsel angezeigt, wobei Inseln gleicher Vokale entstehen. Im C-Dur-Kontext heißt die Tonfolge cis-d-es je-le-me, die Tonfolge fis-g-as no-ro-so und die Tonfolge gis-a-b ru-su-wu. Chromatische Halbtonschritte werden durch Vokalwechsel angezeigt, wobei Inseln gleicher Konsonanten entstehen. Im C-Dur-Kontext heißt die Tonfolge des-de-dis la-le-li, die Tonfolge ges-g-gis ri-ro-ru und die Tonfolge as-a-ais so-su-sa.

## Die Handzeichen
Auch in seiner Handzeichenwahl versuchte Münnich, sich von seinen Vorgängern zu emanzipieren. Seiner Meinung nach war die Richtungsqualität bestehender Tonic-sol-fa-Handzeichen nicht in allen Fällen logisch. So sei der aufwärts weisende Zeigefinger für die siebte Stufe der Durtonleiter, den Leitton, nur in aufwärts führenden Tonfolgen sinnfällig, nicht aber in abwärts führenden Tonfolgen.
Münnichs neues Handzeichensystem war hochkomplex und setzte die Eigenheiten seiner Tonsilben um. Den sieben Konsonanten entsprachen sieben verschiedene Stellungen der Innenhand (Daumen und Zeigefinger), den fünf Vokalen fünf verschiedene Stellungen der Außenhand (Mittelfinger, Ringfinger und kleiner Finger). Offenbar erwies sich Münnichs System aber als wenig anwenderfreundlich. Daher wurde unter der Federführung Siegfried Bimbergs ein neues Handzeichen-System auf Grundlage der Tonic-sol-fa-Systeme John Curwens und Agnes Hundoeggers geschaffen und um 1960 in die Jale-Unterrichtskonzeption integriert.

## Die Rhythmussilben
Münnichs Rhythmussprache nutzt die Plosive k, p und t in Verbindung mit den Diphthongen ei, au und eu (in einem späteren Stadium oi) und orientiert sich (wie die Rhythmussprachen der Galin-Paris-Chevé-Methode, des Tonic-sol-fa-Systems, der Tonika-Do-Lehre und der Music Learning Theory, aber anders als die Rhythmussprache der Kodály-Methode) am Metrum. So heißen die Viertelwerte im Dreivierteltakt kai, pau, teu, die Achtelwerte kai, kä, pau, pü, teu, tö und die Sechzehntelwerte kai, ke, kä, ke, pau, pe, pü, pe, teu, te, tö, te. Ähnlich wie die Handzeichen haben sich die Rhythmussilben in der Praxis nicht etabliert.

## Informationsbasis